# Móric Haár
Móric Haár (1901 – Auschwitz, 1944) è stato un calciatore ungherese, di ruolo attaccante. Di origine ebraica, fu vittima dell'Olocausto.

## Carriera
Giocò una stagione per l'MTK Budapest, vincendo con essi il campionato ungherese.
Nel 1944 morì nel campo di concentramento di Auschwitz.

## Palmarès

### Giocatore

#### Competizioni nazionali
- Campionato ungherese: 1

MTK Budapest: 1928-1929